# Аль-Хуси, Хусейн
Хусе́йн Бадрудди́н аль-Ху́си (араб. حسين بدر الدين الحوثي‎; 20 августа 1959 — 10 сентября 2004) — йеменский террорист, лидер йеменских зейдитов и организации Аш-шабаб аль-му’мин («Правоверная молодежь»). В 1993—1997 годах был членом Депутатского собрания от округа Марран провинции Саада. В 1994 году создал группировку Ансар Аллах, часто называемую в честь него хуситами.
В 2004 году шейх Аль-Хуси выступил с резкой критикой в адрес президента и правительства Йемена, которые, по его мнению, продались США. Затем, провозгласив себя имамом и объявив о создании эмирата, Аль-Хуси укрылся в горах на севере страны. В ответ йеменские власти обвинили его «в распространении религиозных заблуждений, которые сеют межконфессиональную рознь и подрывают социальную безопасность в стране». Попытка ареста Аль-Хуси 18 июня 2004 года обернулась вооружённым столкновением правительственной армии с его сторонниками и привела к гражданской войне, в ходе которой в 2004 году он был убит. После его смерти лидером повстанцев стал его отец Бадр Ад-Дин Хусейн аль-Хуси, а затем его брат Абдул-Малик аль-Хуси.
Его семья: отец Бадр ад-Дин Хусейн аль-Хуси, братья Абдул-Карим Аль-Хуси, Яхья аль-Хуси и Абдул-Малик аль-Хуси.